# Нойнкирхен-ам-Бранд
Нойнкирхен-ам-Бранд (нем. Neunkirchen am Brand) — община в Германии, в земле Бавария. 
Подчиняется административному округу Верхняя Франкония. Входит в состав района Форххайм.  Население составляет 7905 человек (на 31 декабря 2010 года). Занимает площадь 26,37 км².

## История
Важные даты — основания канонического монастыря Святого Августина, монастыря Нойнкирхен ам Бранде в 1314 году, и присвоение статуса торгового города в 1410 году. Нойнкирхен в 1803 году вместе с Епископством Бамберг стал частью Баварии. Между 1886 и 1963 из Нойнкирхена была построена железная дорога в Эшенау.
После Второй мировой войны многие беженцы поселились в Нойнкирхене и после создания компании Siemens AG в Эрлангене город Нойнкирхен еще раз пережил увеличение жителей. Многочисленные пригороды были построены вокруг исторического центра города.
Нойнкирхен также дом для ряда промышленных и торговых компаний. Крупнейший промышленный работодатель — завод автомобильных мостов и коробок передач, Neunkirchner Achsenfabrik (НВС).

## Население
По оценке на 31 декабря 2015 года население общины составляет 7968 чел.
| Дата      | 1840 | 1871 | 1900 | 1925 | 1939 | 1950 | 1961 | 1970 | 1987 | 2011 |
| --------- | ---- | ---- | ---- | ---- | ---- | ---- | ---- | ---- | ---- | ---- |
| Население | 2187 | 2225 | 2181 | 2377 | 2455 | 3736 | 3662 | 4328 | 6335 | 7750 |

| Год       | 1960 | 1970 | 1980 | 1990 | 2000 | 2009 | 2010 | 2011 | 2012 | 2013 | 2014 | 2015 |
| --------- | ---- | ---- | ---- | ---- | ---- | ---- | ---- | ---- | ---- | ---- | ---- | ---- |
| Население | 3640 | 4362 | 5995 | 6651 | 7584 | 7982 | 7905 | 7753 | 7812 | 7876 | 7924 | 7968 |

## Фотогалерея

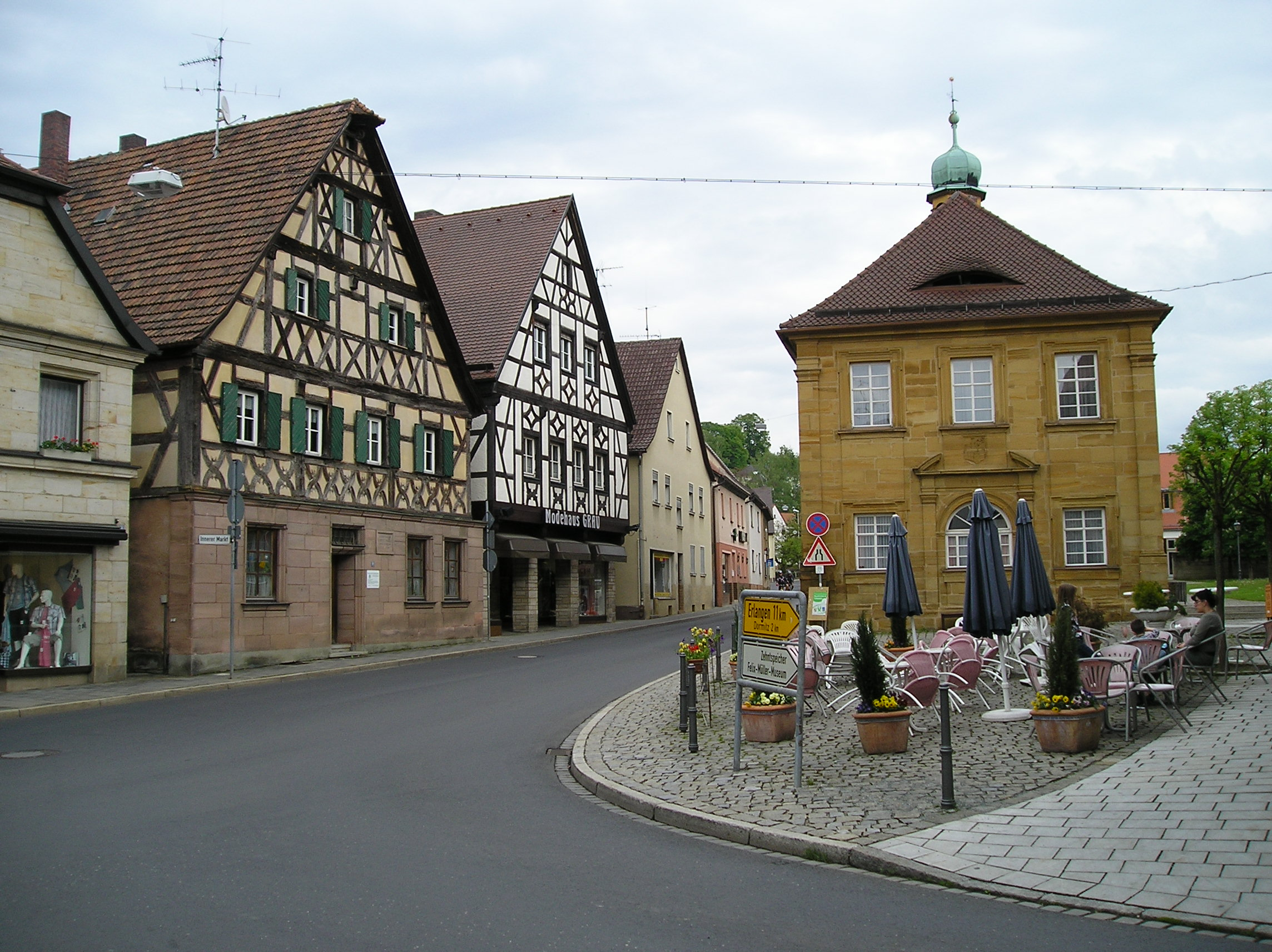
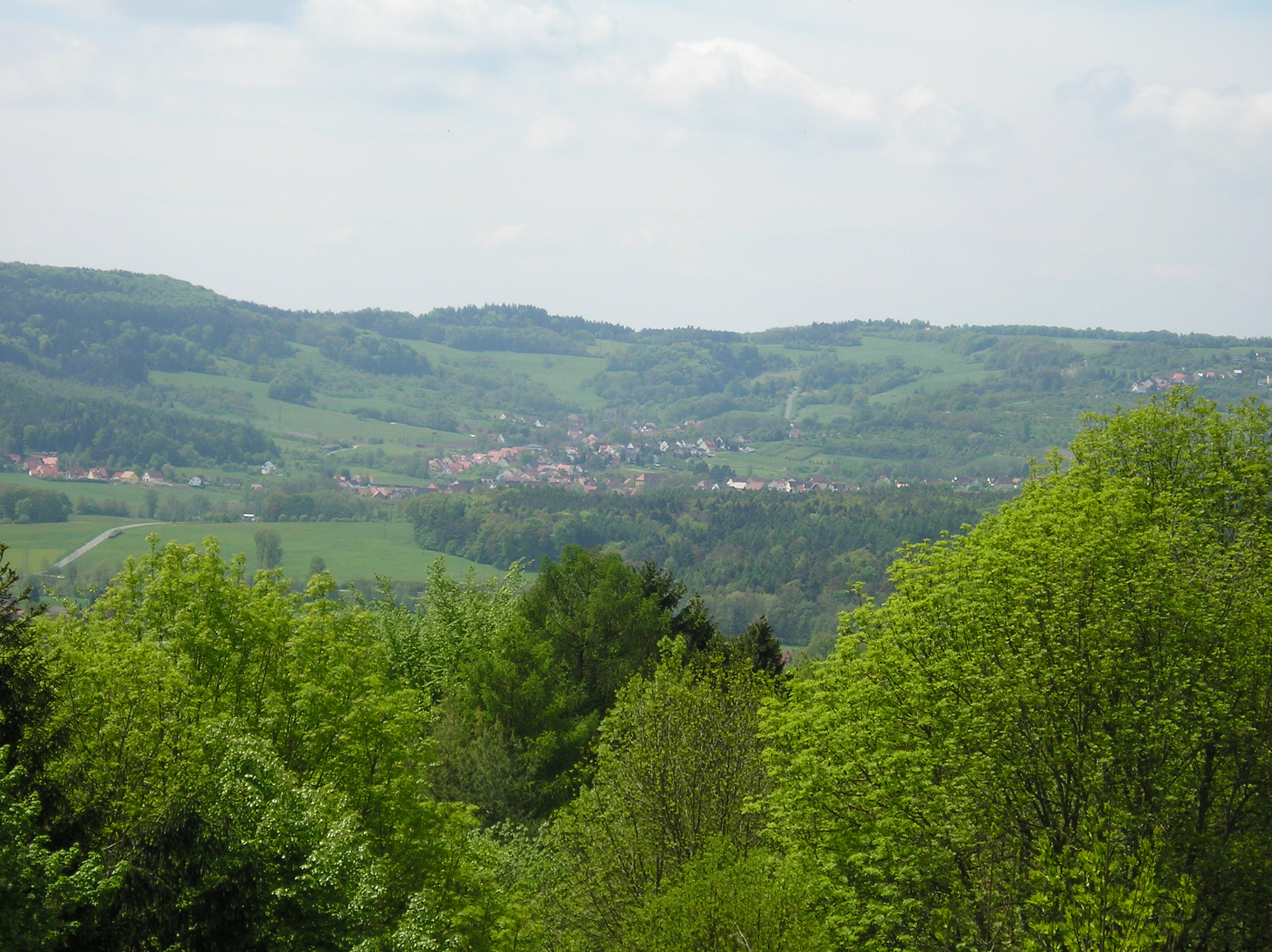
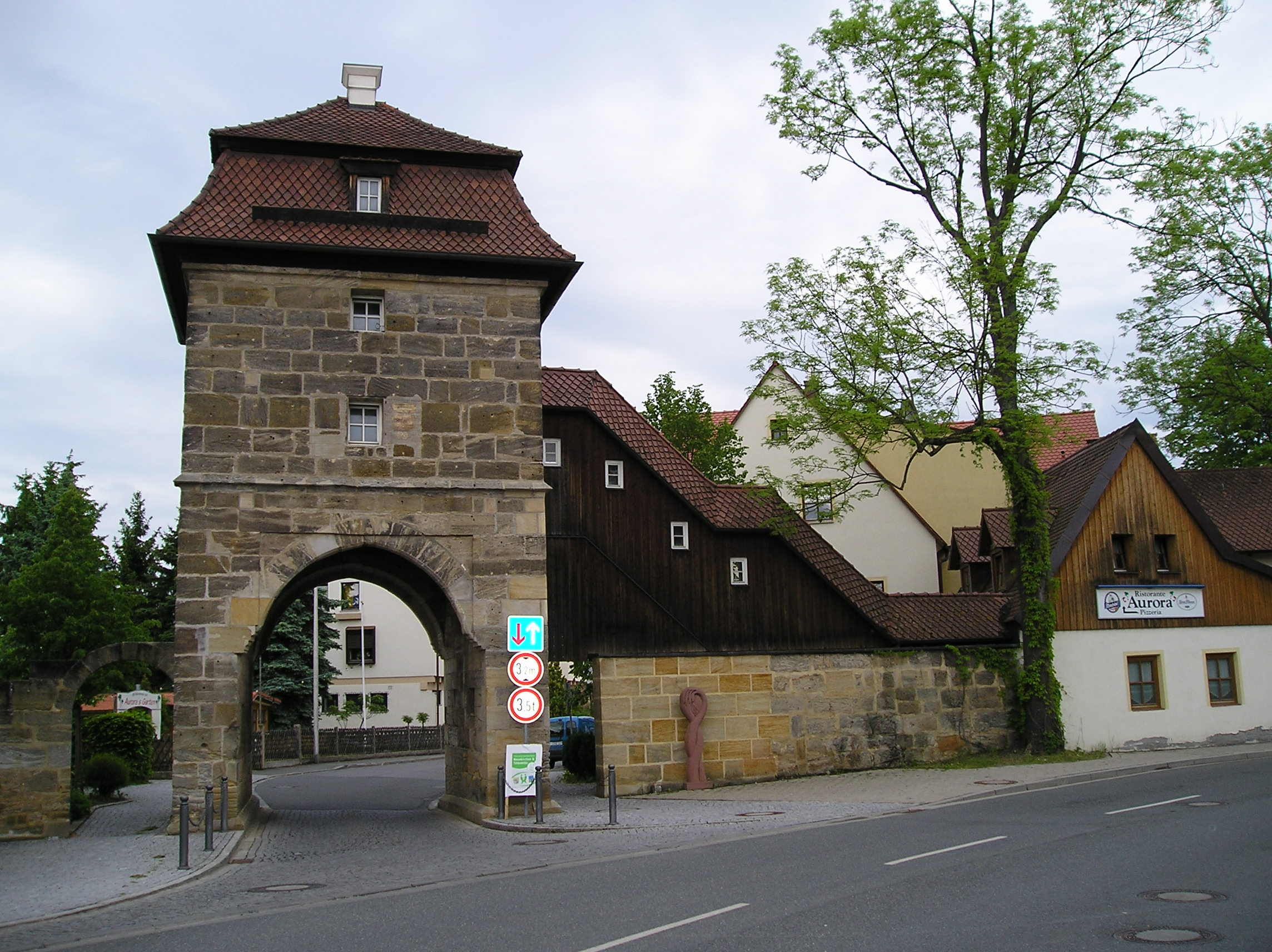
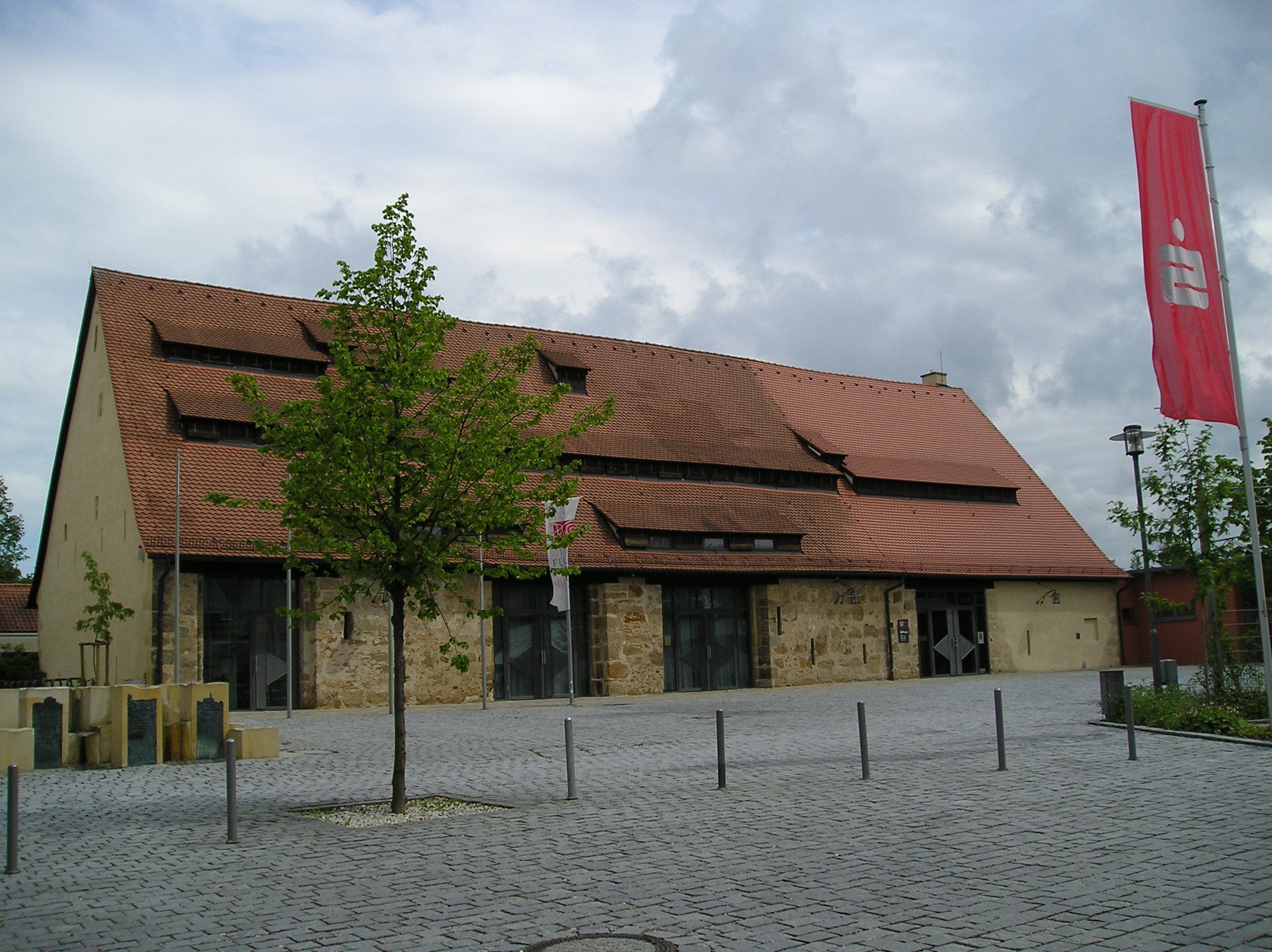
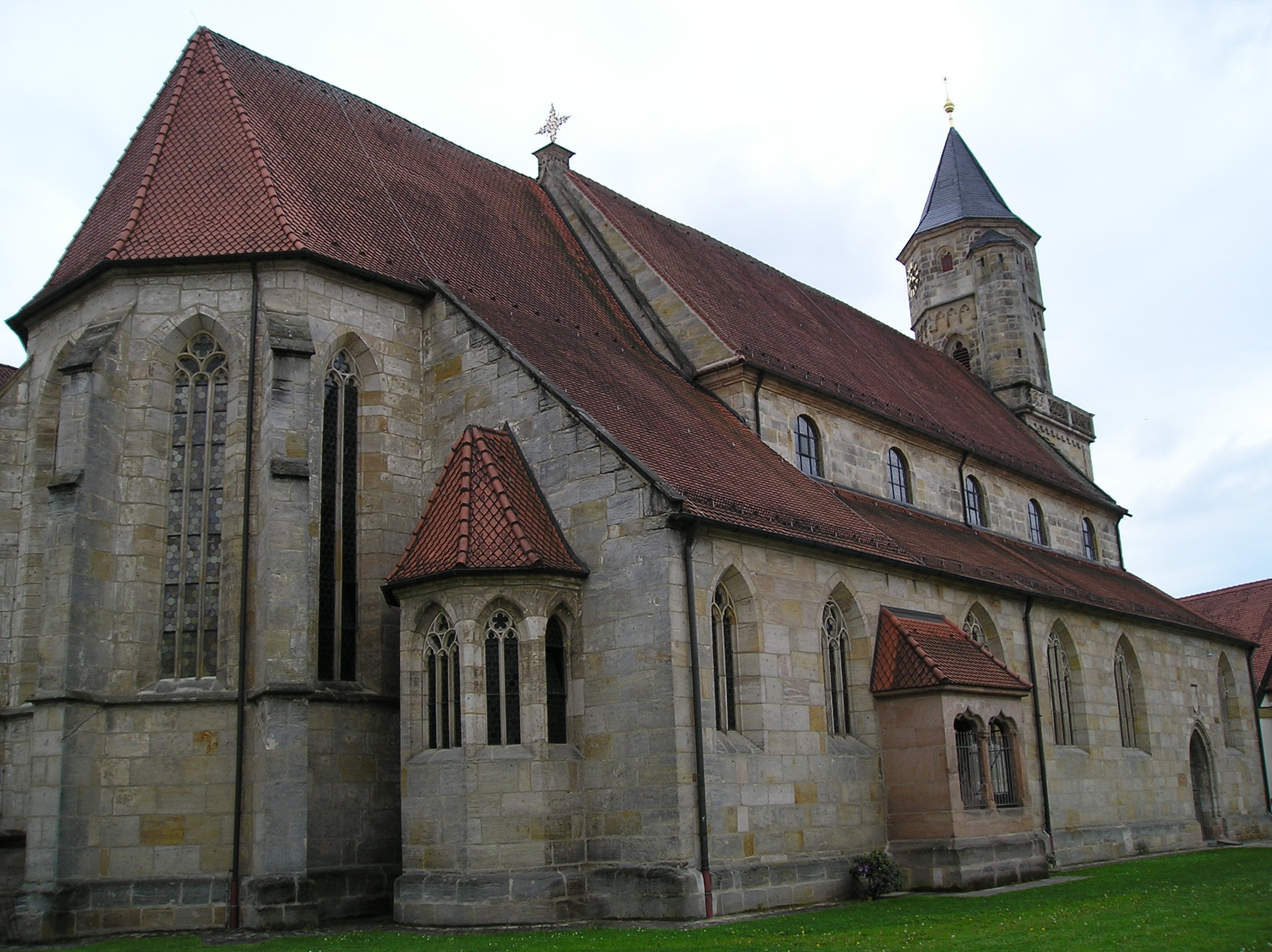
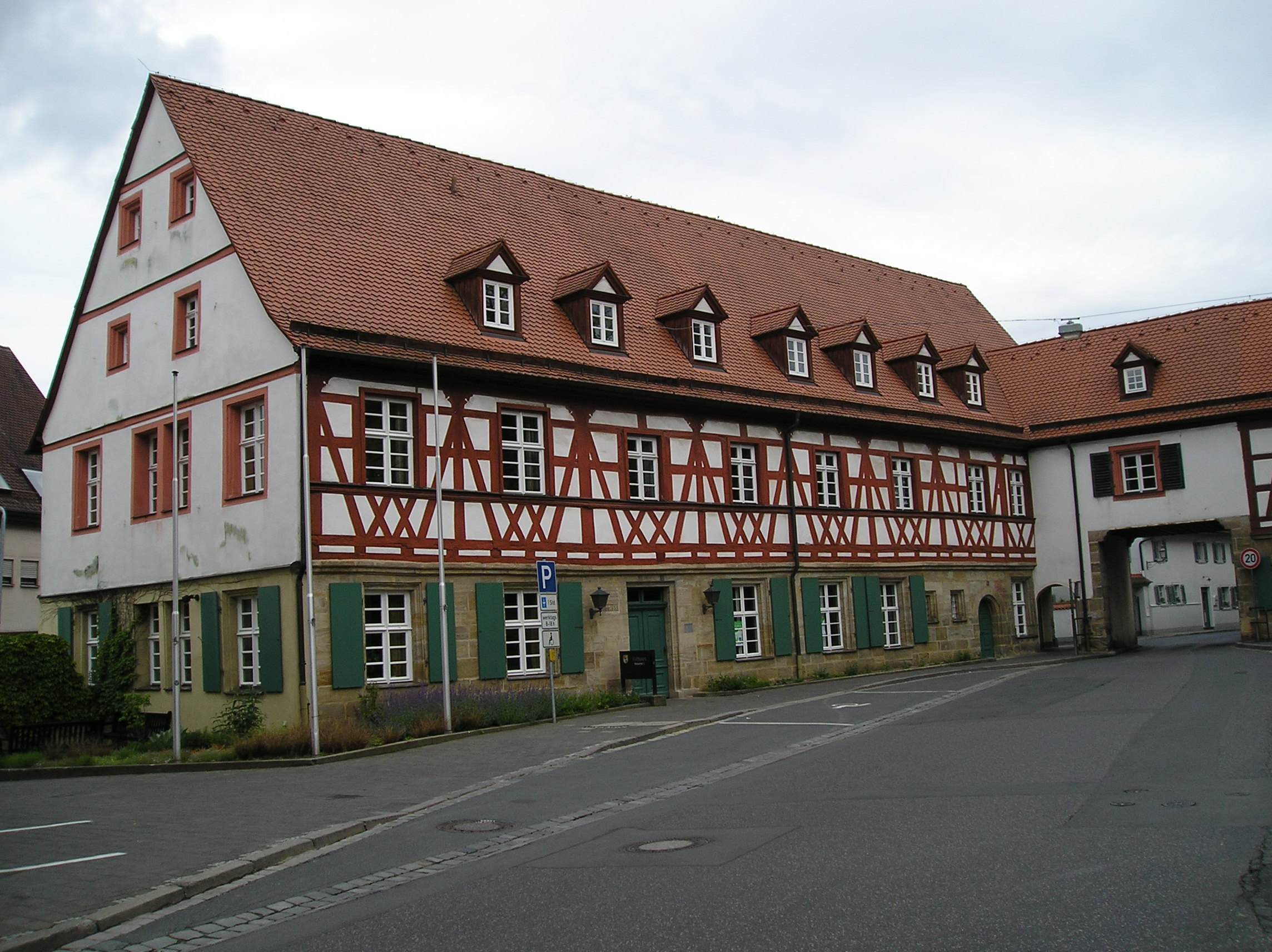
Ратуша
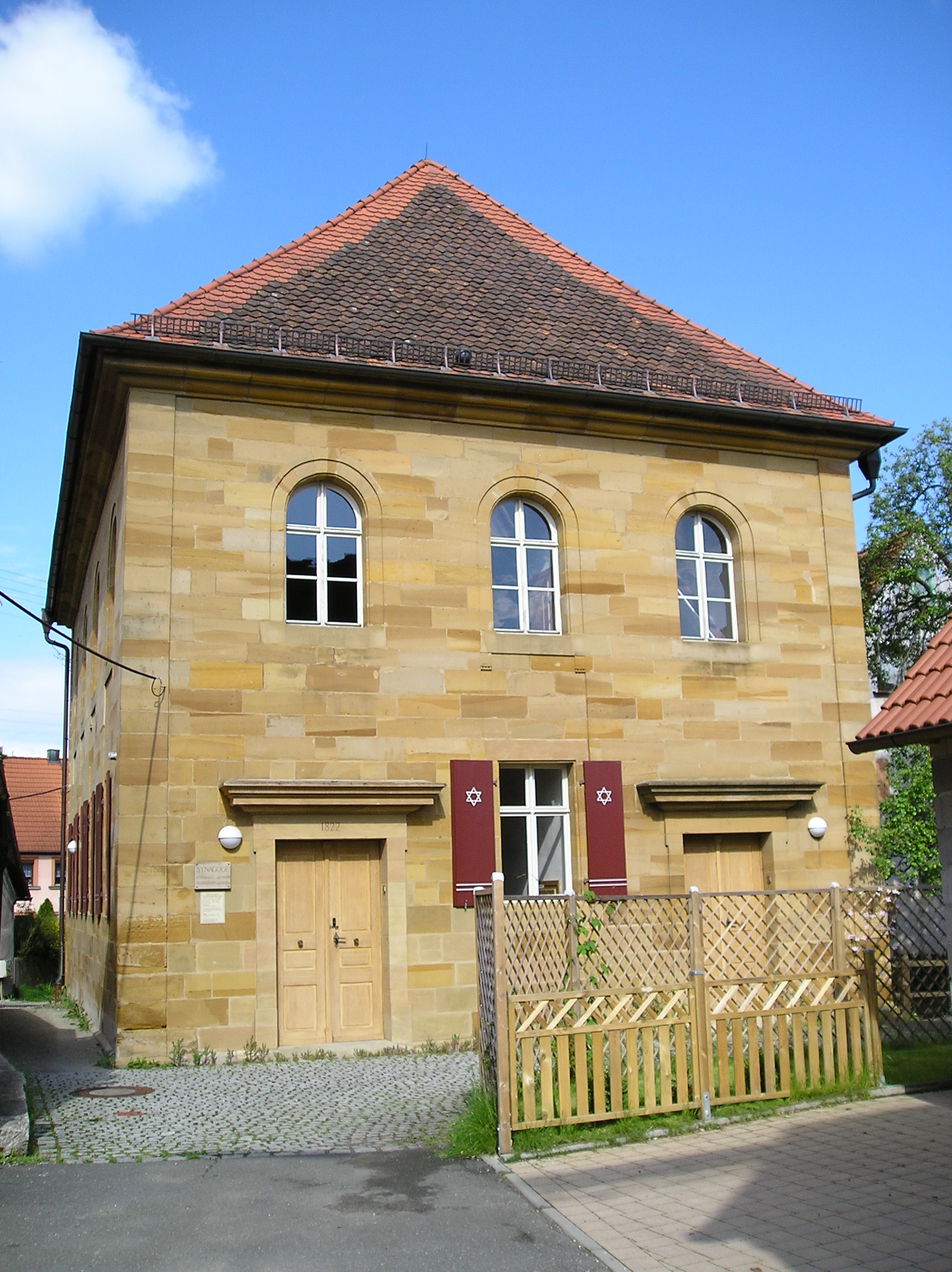
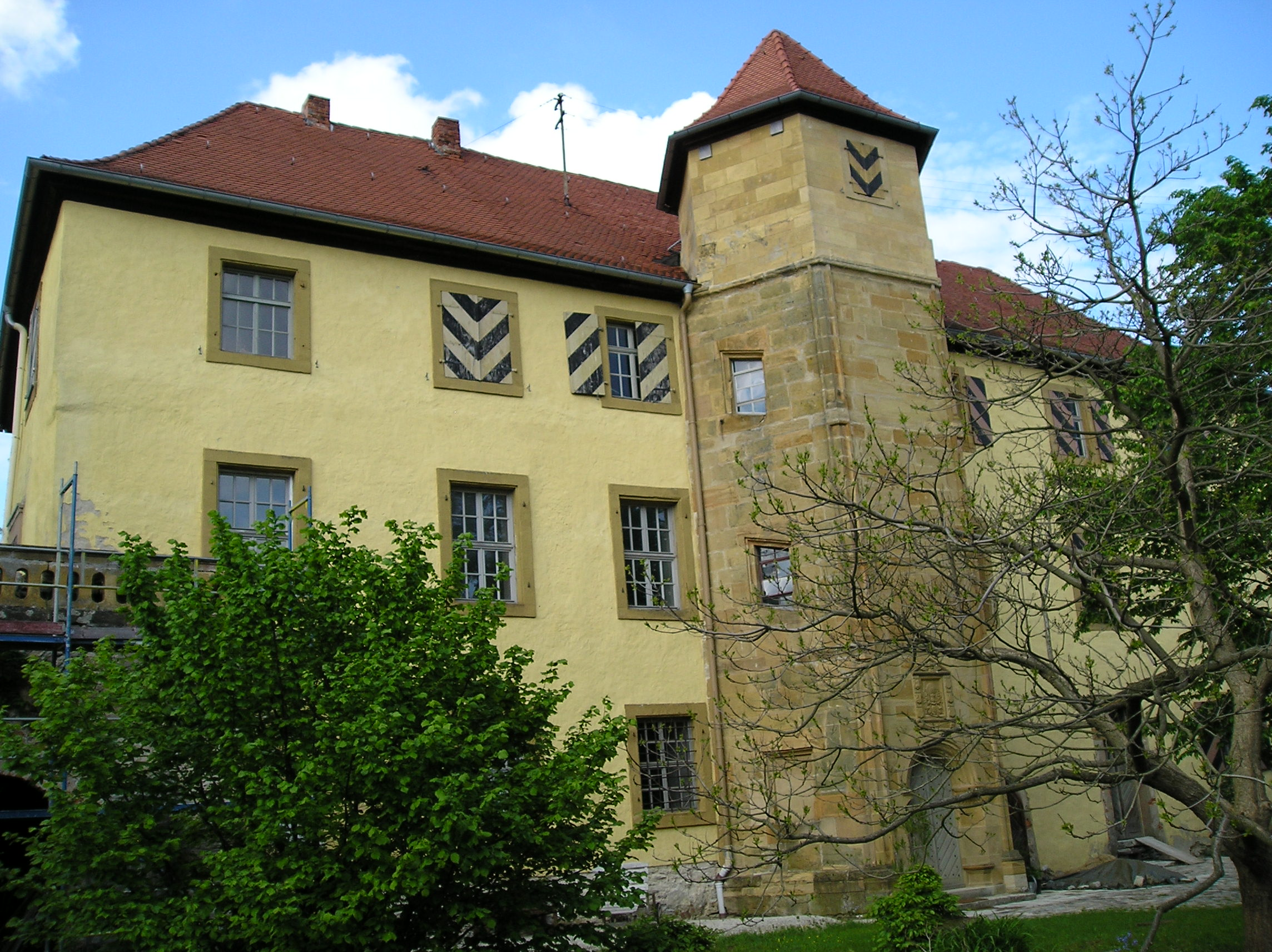
Замок
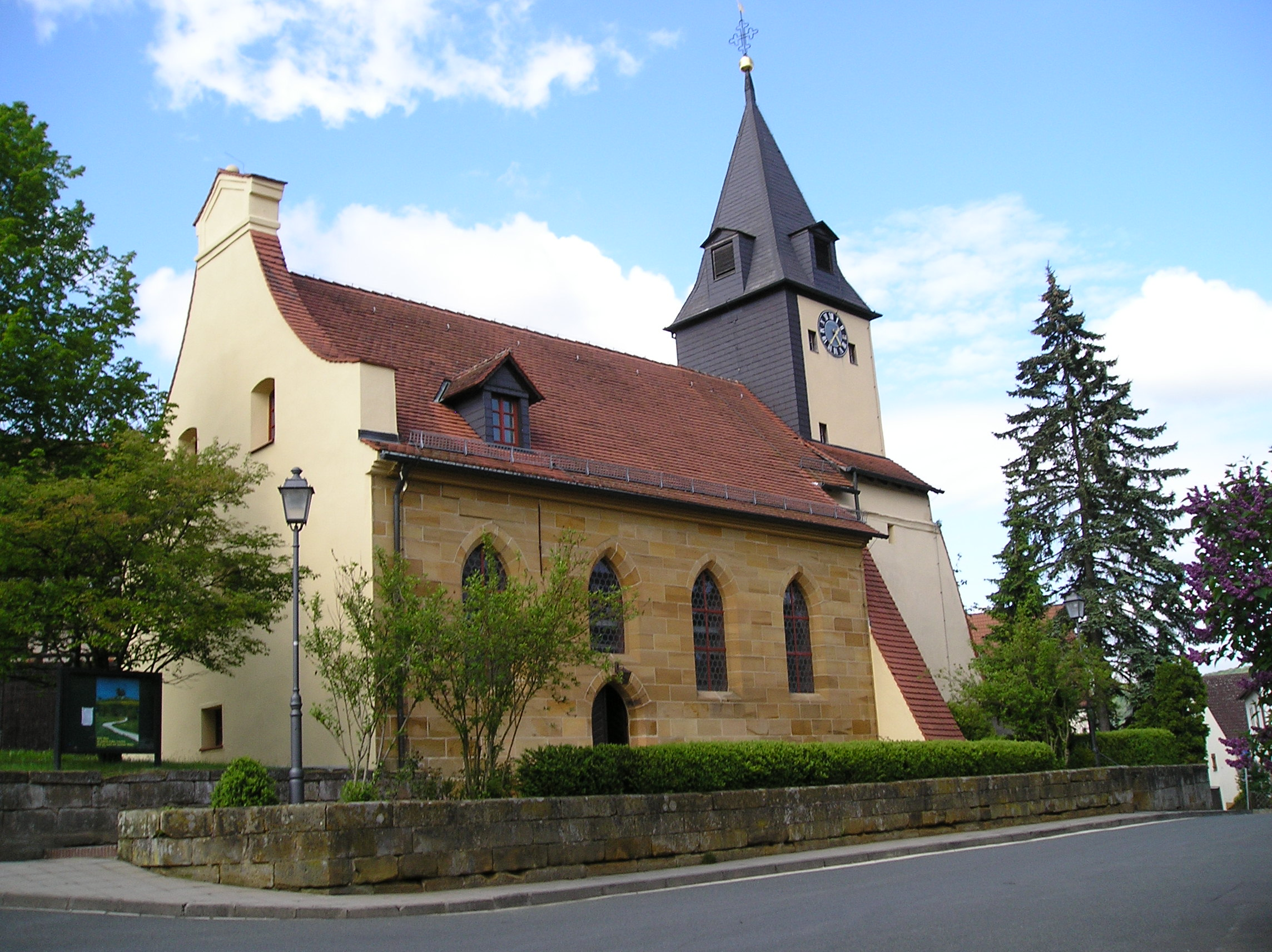